# Азербайджански технически университет
Азербайджански технически университет (на азербайджански: Azərbaycan Texniki Universiteti) е най-големият технически университет в Азербайджан.

## История
Университетът е основан от съветското правителство през 1950 г. като Азербайджански политехнически институт (на азербайджански: Azərbaycan Politexnik İnstitutu). Институтът започва да се разраства.
Получава настоящото си име с решение на правителството на Азербайджан през ноември 1993 г., две години след независимостта на страната.
Днес в него се обучават повече от 6000 студенти от над 1100 преподаватели, включително 70 професори, повечето от които с научна степен.

## Структура
- Институт по енергия и енергетика
- Проектантски Институт
- Център за обучение на учители
- Факултет по инженерна химия и опазване на околната среда
- Факултет по радио и комуникационни система
- Факултет по компютърни системи и информатика
- Факултет по минно дело и металургия
- Факултет по приложна математика и физика